# Tulcoides pura
Tulcoides pura là một loài bọ cánh cứng trong họ Cerambycidae.